# Eck Tibor
Eck Tibor (Komárom, 1932. augusztus 12. – Budapest, 1994. december 30.) ipari vezető, sportvezető, súlyemelő, országgyűlési képviselő.

## Életpályája
A Komáromi Lenfonóban dolgozott gyári munkásként. 1950-ben a Magyar Dolgozók Pártja, később pedig a Magyar Szocialista Munkáspárt tagja volt. A Marxizmus-Leninizmus Esti Egyetem szakosítóján tanult. 1954–1960 között a Komáromi Vörös Lobogó, ezt követően pedig mint a Komáromi Textiles elnökhelyetteseként működött. 1960–1992 között a Tatai Szőnyeggyár igazgatója volt. 1971-1991 között a Tatai AC ügyvezető elnöki tisztét töltötte be. 1977-től a Magyar Súlyemelő-szövetségnek elnökségi tagja, majd 1985-től szakmai elnökhelyettese, 1988–1992 között elnöke volt. 1981–1992 között a Magyar Olimpiai Bizottság tagja volt. 1985. június 8-án az országgyűlési választásokon Komárom megye 5. számú egyéni választókerületében képviselői mandátumot szerzett.
A súlyemeléssel Komáromban került kapcsolatba, utána Tatára került.

## Díjai
- a Magyar Köztársaság Sport Díja (1994)

## Emlékezete
Emléktábláját 2008. szeptember 13-án szombaton avatták fel a Tatai Honvéd AC székházának falán.